# هوغو بلاك الثالث
هوغو بلاك الثالث هو محامي وسياسي أمريكي، ولد في 15 يوليو 1953 في برمنغهام في الولايات المتحدة، وتوفي في 29 سبتمبر 2007 في Coconut Grove ‏ في الولايات المتحدة. نشط حزبياً في الحزب الديمقراطي. وقد انتخب عضو مجلس نواب فلوريدا ‏.